# Ravna Gora (Horvátország)
Ravna Gora falu és község Horvátországban, a Tengermellék-Hegyvidék megyében. Közigazgatásilag Kupjak, Leskova Draga, Stari Laz, Stara Sušica és Šije települések tartoznak hozzá.

## Fekvése
Fiumétól 40 km-re keletre, a horvát Hegyvidék középső részén elterülő 800 méter magas fennsíkon, az A6-os autópálya mellett fekszik.

## Története
A település nevét valószínűleg arról a fennsíkról kapta, amelyen fekszik. Egykor ezt a magaslatokkal szegélyezett területet sűrű erdők borították. Keletkezésének idejéről nincsen pontos adatunk, de mindenképpen még a Karolina út építése előtti időre teszik. A 17. századig a Frangepánok ča nyelvjárást beszélő jobbágyai alkották a vidék lakosságát, mely a 16. században sokat szenvedett a török betörések következtében. Ekkor rabolták ki és égették fel a sušicai Szent Antal templomot, de a Frangepánok által még a középkorban épített sušicai várat nem tudták bevenni. A sorozatos török támadások következtében egy időre teljesen elnéptelenedett. A 17. század elejére azonban ritkultak a török támadások és a Zrínyiek ösztönzésére a mai Szlovénia területéről, valamint a Tengermellékről az őslakosok és utódaik kezdtek visszatérni. 1632 körül Frangepán Gáspár ogulini kapitány Boszniából nagy számú szerbet telepített be Ravna Gora, Stari Laz és a környező települések környékére, akik nagyrészt katolikus hitre tértek és beleolvadtak az őslakosságba. A katonai határőrvidék átszervezése során Ravna Gora és Sušica kikerült a Zrínyiek fennhatósága alól és a határőrvidék része lett. A településen kis létszámú helyőrség is állomásozott. A katonai hatóságok postaállomást, kovács- és bognárműhelyt létesítettek a településen.
1726 és 1732 között megépült a Karolina út, mely fellendítette a település fejlődését. A főút mentén, így Ravna Gorán is a helyiek mellé szlovén, cseh és német lakosság telepedett le. Ezt követően a sokszínű népesség keveredéséből kaj nyelvjárás egyik sajátos formája jött itt létre. 1770 és 1774 között felépült a templom is. 1785. március 14-én II. József címert és kiváltságokat adományozott a településnek, melyek között a vámszedési és az évenkénti két vásár tartására vonatkozó jog a legjelentősebbek. Ravna Gora két vásárát augusztus 15-én (Szent Teréz) és január 6-án (a Szent Háromkirályok) napján tarthatta. Mészárszéket, vendéglőt nyithattak, szabadon halászhattak, házépítéshez és fűtéshez fát vághattak az uradalmi erdőből, mentesülhettek az adó és robotterhek alól. A település élén választott bíró által vezetett magisztrátus állt jegyzővel és négy esküdttel. A kiváltságok, a vásárjog és a forgalom emelkedése nagyban javította a lakosság életminőségét. 1869-ben és 1874-ben súlyos kolerajárvány pusztított, mely legtöbb áldozatát a gyermekek és fiatalok közül szedte. 1905-ben a régi plébániatemplomot rossz állapota miatt le kellett bontani, a mai templom építése 1907-ben fejeződött be. A településnek 1857-ben 1900, 1910-ben 1610 lakosa volt. A falu a trianoni békeszerződésig Modrus-Fiume vármegye Vrbovskoi járásához tartozott. Az első világháború idején a lakosság teljesen elszegényedett és éhezett, csak a környező dombokon termő boróka nyújtott némi táplálékot. A háború után Ravna Gora továbbra is községközpont volt, a településen négyosztályos alapiskola, erdőgazdaság, posta és községi hivatal működött. A gazdasági világválság idején megnövekedett a munkanélküliség és a kivándorlók száma. Terjedtek a kommunista eszmék és növekedett az elégedetlenség. 1942. március 15-én olasz csapatok szállták meg és égették fel a települést, majd március 22-én a Matija Gubec népi felszabadító egység 2. zászlóalja vonult be ide. Április 15-én az olaszok ismét bevonultak Ravna Gorába és október 15-ig itt is maradtak, amikor usztasa egységek váltották fel őket. December 17-én a népi felszabadító egységek foglalták el és a háború végéig ellenőrzésük alatt tartották. 1946 elején a lakosság kérésére a korábbi Ravna Gora község területét leválasztották Vrbovsko és Delnice területéből. 1947-től egy ideig Delnicéhez tartozott, majd 1955 és 1961 között Skradhoz csatolták, végül újra Delnice község része lett. Az önálló Ravna Gora község 1993. szeptember 14-én alakult meg. 2011-ben a falunak 1721, a községnek összesen 2439 lakosa volt.

## Lakosság

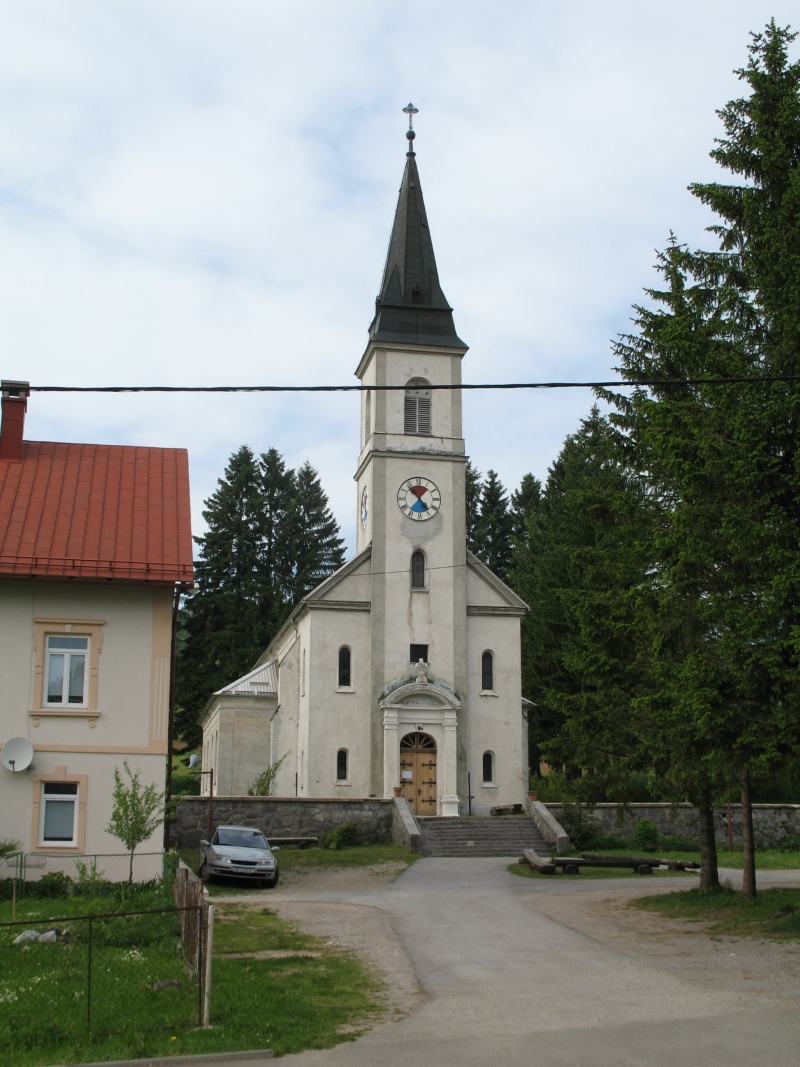
Az Avilai Szent Teréz plébániatemplom

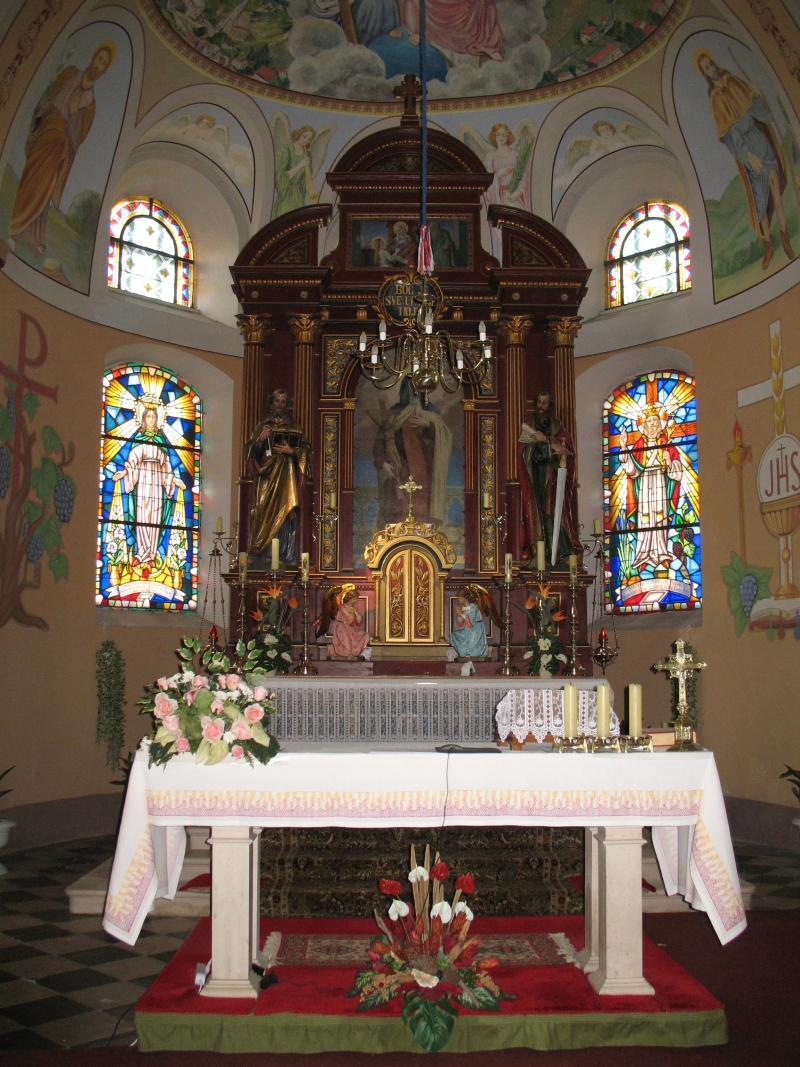
Az Avilai Szent Teréz plébániatemplom főoltára

| Lakosság változása | Lakosság változása | Lakosság változása | Lakosság változása | Lakosság változása | Lakosság változása | Lakosság változása | Lakosság változása | Lakosság változása | Lakosság változása | Lakosság változása | Lakosság változása | Lakosság változása | Lakosság változása | Lakosság változása | Lakosság változása |
| ------------------ | ------------------ | ------------------ | ------------------ | ------------------ | ------------------ | ------------------ | ------------------ | ------------------ | ------------------ | ------------------ | ------------------ | ------------------ | ------------------ | ------------------ | ------------------ |
| 1857               | 1869               | 1880               | 1890               | 1900               | 1910               | 1921               | 1931               | 1948               | 1953               | 1961               | 1971               | 1981               | 1991               | 2001               | 2011               |
| 1900               | 1879               | 1585               | 1508               | 1682               | 1610               | 1625               | 1882               | 1863               | 2087               | 2200               | 2199               | 2194               | 2135               | 1869               | 1721               |

## Nevezetességei
Avilai Szent Teréz tiszteletére szentelt régi plébániatemploma 1770 és 1774 között épült. A templom építéséhez Mária Terézia is küldött támogatást. Alsó része falazott volt, a felső rész fából készült. 1778. augusztus 24-én másik titulust is kapott, amikor Szent Bertalan apostol tiszteletére szentelték. Ezen a napon ugyanis a jégeső minden nyáron elverte a települést, ezért a régi öregek úgy határoztak, hogy a szent közbenjárása majd megvédi őket a természeti csapásoktól. Ravna Gora 1807-ben lett önálló plébánia. 1823 és 1826 között a plébániatemplomot bővítették, de 1899-re nagyon rossz állapotba került és 1905-ben le kellett bontani. A mai plébániatemplomot 1905 és 1907 között építették Hermann Bollé tervei szerint. Legértékesebb kincsei egy 1778-ban készített úrmutató, egy 1741-ben készített kehely és Szent Szimpliciusz 18. századi ereklyetartója, Mária Terézia ajándéka 1778-ból. Nagyon értékes miseruhái is vannak, a legrégibb és legértékesebb közülük egy gazdagon díszített miseruha, valószínűleg királyi, vagy hercegi ajándék.